# Club de Fútbol Vimenor
El Vimenor Club de Fútbol es un equipo de fútbol de Vioño de Piélagos, en Cantabria (España). El club se fundó en 1929 como sección deportiva de la empresa Vimenor («Vidriera Mecanizada del Norte»). Actualmente milita en el grupo III de la Tercera Federación de España.

## Historia
El club fue fundado en 1929, por los obreros de Cristalería Española, llamada entonces VIdriera MEcánica del NORte. Siglas que sirvieron para dar nombre al Vimenor.
Compitió en categorías regionales, hasta la temporada 1986-87, en que debutó en la Tercera División de España en su grupo III.
Se ha clasificado en tres ocasiones consecutivas para la promoción de ascenso a Segunda Federación. En dos de ellas no pasó de la fase autonómica, la primera fue la 2021-22, eliminado tras caer en la final ante la Unión Montañesa Escobedo y la segunda fue en la temporada 2023-24, esta vez cayó en semifinales ante el Club Deportivo Laredo. Entre ambas temporadas, en la 2022-23, si consiguió el pase a la fase nacional, pero fue eliminado por el Club Deportivo Illescas por un resultado global de 2-1.

## Uniforme
- Primer uniforme: camiseta verdiblanca, pantalón negro y medias verdes.
- Segundo uniforme: camiseta y pantalón negros y medias negras.

## Datos y estadísticas del club
- Temporadas en 1.ª División: 0
- Temporadas en 2.ª División: 0
- Temporadas en 1.ª Federación: 0
- Temporadas en 2.ª Federación: 0
- Temporadas en 3.ª: 28 (1986-87 a 1991-92, 1997-98, 2001-02 a 2005-06, 2008-09 hasta la actualidad). 25 en Tercera División y 3 en Tercera Federación.
  - Mejor puesto en Tercera: 2.º (2021-22 y 2022-23).
  - Peor puesto en Tercera: 19.º (1991-92 y 1997-98).

## Palmarés

### Torneos autonómicos
- Fase autonómica de Cantabria de la Copa RFEF (1): 2024-25.
- Campeonato Regional de Cantabria (Serie B) (1): 1930-31.
- Subcampeón de la Regional Preferente (2): 1996-97 y 2000-01.
- Primera Regional (1): 1949-50.
- Subcampeón de Primera Regional (1): 1984-85.
- Subcampeón del Campeonato Regional de Cantabria (Serie B) (1): 1929-30.

### Trofeos amistosos
- Torneo Ayuntamiento de Piélagos (1): 2013.[1]

## Temporadas del Vimenor
Temporadas del Vimenor desde 1984-85:
| Temporada | Categoría           | Puesto | Notas                                     |
| --------- | ------------------- | ------ | ----------------------------------------- |
| 1984-85   | 1.ª Regional        | 2.º    | ascenso                                   |
| 1985-86   | Regional Preferente | 5.º    | ascenso                                   |
| 1986-87   | 3.ª División        | 14.º   |                                           |
| 1987-88   | 3.ª División        | 4.º    |                                           |
| 1988-89   | 3.ª División        | 5.º    |                                           |
| 1989-90   | 3.ª División        | 7.º    |                                           |
| 1990-91   | 3.ª División        | 16.º   |                                           |
| 1991-92   | 3.ª División        | 19.º   | descenso                                  |
| 1992-93   | Regional Preferente | 15.º   |                                           |
| 1993-94   | Regional Preferente | 9.º    |                                           |
| 1994-95   | Regional Preferente | 5.º    |                                           |
| 1995-96   | Regional Preferente | 5.º    |                                           |
| 1996-97   | Regional Preferente | 2.º    | ascenso                                   |
| 1997-98   | 3.ª División        | 19.º   | descenso                                  |
| 1998-99   | Regional Preferente | 6.º    |                                           |
| 1999-00   | Regional Preferente | 6.º    |                                           |
| 2000-01   | Regional Preferente | 2.º    | ascenso                                   |
| 2001-02   | 3.ª División        | 14.º   |                                           |
| 2002-03   | 3.ª División        | 12.º   |                                           |
| 2003-04   | 3.ª División        | 10.º   |                                           |
| 2004-05   | 3.ª División        | 16.º   |                                           |
| 2005-06   | 3.ª División        | 18.º   | descenso                                  |
| 2006-07   | Regional Preferente | 6.º    |                                           |
| 2007-08   | Regional Preferente | 3.º    | ascenso                                   |
| 2008-09   | 3.ª División        | 17.º   |                                           |
| 2009-10   | 3.ª División        | 16.º   |                                           |
| 2010-11   | 3.ª División        | 16.º   |                                           |
| 2011-12   | 3.ª División        | 12.º   |                                           |
| 2012-13   | 3.ª División        | 6.º    |                                           |
| 2013-14   | 3.ª División        | 11.º   |                                           |
| 2014-15   | 3.ª División        | 10.º   |                                           |
| 2015-16   | 3.ª División        | 7.º    |                                           |
| 2016-17   | 3.ª División        | 15.º   |                                           |
| 2017-18   | 3.ª División        | 15.º   |                                           |
| 2018-19   | 3.ª División        | 8.º    |                                           |
| 2019-20   | 3.ª División        | 18.º   | no finalizada (sin ascensos ni descensos) |
| 2020-21   | 3.ª División        | 7.º    | promoción de ascenso                      |
| 2021-22   | 3.ª Federación      | 2.º    | promoción de ascenso                      |
| 2022-23   | 3.ª Federación      | 2.º    | promoción de ascenso                      |
| 2023-24   | 3.ª Federación      | 5.º    | promoción de ascenso                      |

## Vimenor B
El Vimenor ha mantenido las últimas temporadas un equipo filial, el Vimenor B, que tiene en su palmarés un subcampeonato de Segunda Regional (2009-10). Igualmente, tiene un subcampeonato en Primera Regional, conseguido en la temporada 16-17, que supuso el ascenso a Regional Preferente.
- Temporadas del Vimenor B:
  - 2000-01: 1.ª Regional: 17.º
  - 2001-02: 1.ª Regional: 9.º
  - 2002-03: 1.ª Regional: 5.º
  - 2003-04: 1.ª Regional: 8.º
  - 2004-05: 1.ª Regional: 9.º
  - 2005-06: 1.ª Regional: 16.º
  - 2006-07: 2.ª Regional: 9.º
  - 2007-08: 2.ª Regional: 3.º
  - 2008-09: 1.ª Regional: 17.º
  - 2009-10: 2.ª Regional: 2.º
  - 2010-11: 1.ª Regional: 12.º
  - 2011-12: 1.ª Regional: 13.º
  - 2012-13: 1.ª Regional: 14.º
  - 2013-14: 1.ª Regional: 14.º
  - 2014-15: 1.ª Regional: 5.º
  - 2015-16: 1.ª Regional: 2.º
  - 2016-17: Regional Preferente: 6.º
  - 2017-18: Regional Preferente: 17.º
  - 2018-19: 1.ª Regional: 9.º
  - 2019-20: 1.ª Regional: 11.º
  - 2020-21: 1.ª Regional: 7.º
  - 2021-22: 1.ª Regional: 4.º
  - 2022-23: Regional Preferente: 16.º
  - 2023-24: 1.ª Regional: 12.º